# Röslau (rzeka)
Röslau – rzeka w Bawarii, w Smreczanach, uchodzi do Ohrzy (prawy dopływ) w Fischern.